# 우즈베키스탄 인민민주당
우즈베키스탄 인민민주당(우즈베크어: O'zbekistan Xalq Demokratik Partiyasi)은 1991년에 창당한 우즈베키스탄의 정당이다. 2004년 우즈베키스탄 총선에서 120석 중 28석을 차지했으며 헌신애국민주당(18명), 재건민주당(11명), 정의사회민주당(10명) 등과 함께 친정부적인 성향을 띠고 있는 정당이다. 의석률은 22.5%이며 우즈베크어 약칭은 OXDP, 영어 약칭은 PDPU이다.